# Tour de Catalogne 1968
Le Tour de Catalogne 1968 est la 48e édition du Tour de Catalogne, une course cycliste par étapes en Espagne. L'épreuve se déroule sur 8 étapes du 8 au 15 septembre 1968 sur un total de 1 438,0 km. Le vainqueur final est le Belge Eddy Merckx de l'équipe Faema, devant Felice Gimondi et Giancarlo Ferretti.

## Étapes
| Étape | Date         | Parcours                           | km    | Vainqueur d’étape | Leader du classement général |
| ----- | ------------ | ---------------------------------- | ----- | ----------------- | ---------------------------- |
| 1     | 8 septembre  | Tona – Vilafortuny (Cambrils)      | 187,0 | Guido Reybrouck   | Guido Reybrouck              |
| 2     | 9 septembre  | Vilafortuny (Cambrils) – Tàrrega   | 208,0 | Eddy Merckx       | Eddy Merckx                  |
| 3     | 10 septembre | Tàrrega – Viella                   | 208,0 | Domingo Perurena  | Giancarlo Ferretti           |
| 4     | 11 septembre | València d'Àneu - Tremp            | 82,0  | Dino Zandegù      | Giancarlo Ferretti           |
| 5     | 12 septembre | Tremp - Vic                        | 210,0 | Gabino Ereñozaga  | Felice Gimondi               |
| 6a    | 13 septembre | Vic - Figueres                     | 152,0 | Roger Swerts      | Felice Gimondi               |
| 6b    | 13 septembre | Figueres – Roses (clm)             | 45,0  | Eddy Merckx       | Eddy Merckx                  |
| 7     | 14 septembre | Roses - Caldes d'Estrac            | 177,0 | Francisco Gabica  | Eddy Merckx                  |
| 8     | 15 septembre | Sant Vicenç de Montalt - Barcelone | 169,0 | Ramón Mendiburu   | Eddy Merckx                  |

### 1reétape[1]
08-09-1968: Tona – Vilafortuny (Cambrils), 187,0 km :
|   | Cycliste        | Équipe                   | Temps           |
| - | --------------- | ------------------------ | --------------- |
| 1 | Guido Reybrouck | Salvarani                | 4 h 43 min 23 s |
| 2 | Edward Sels     | Bic                      | m.t.            |
| 3 | José Samyn      | Pelforth-Sauvage-Lejeune | m.t.            |

|   | Cycliste        | Équipe                   | Temps           |
| - | --------------- | ------------------------ | --------------- |
| 1 | Guido Reybrouck | Faema                    | 4 h 43 min 23 s |
| 2 | Edward Sels     | Bic                      | m.t.            |
| 3 | José Samyn      | Pelforth-Sauvage-Lejeune | m.t.            |

### 2eétape[2]
09-09-1968: Vilafortuny (Cambrils) – Tàrrega, 208,0 km :
|   | Cycliste           | Équipe    | Temps           |
| - | ------------------ | --------- | --------------- |
| 1 | Eddy Merckx        | Faema     | 5 h 09 min 15 s |
| 2 | Felice Gimondi     | Salvarani | m.t.            |
| 3 | Giancarlo Ferretti | Salvarani | + 1 s           |

|   | Cycliste           | Équipe    | Temps           |
| - | ------------------ | --------- | --------------- |
| 1 | Eddy Merckx        | Faema     | 9 h 52 min 28 s |
| 2 | Felice Gimondi     | Salvarani | m.t.            |
| 3 | Giancarlo Ferretti | Salvarani | + 1 s           |

### 3eétape[3]
10-09-1968: Tàrrega – Viella, 208,0 km :
|   | Cycliste           | Équipe    | Temps           |
| - | ------------------ | --------- | --------------- |
| 1 | Domingo Perurena   | Fagor     | 6 h 33 min 03 s |
| 2 | Dino Zandegù       | Salvarani | m.t.            |
| 3 | Giancarlo Ferretti | Salvarani | + 15 s          |

|   | Cycliste           | Équipe    | Temps            |
| - | ------------------ | --------- | ---------------- |
| 1 | Giancarlo Ferretti | Salvarani | 16 h 25 min 47 s |
| 2 | Felice Gimondi     | Salvarani | + 3 s            |
| 3 | Eddy Merckx        | Faema     | + 6 s            |

### 4eétape[4]
11-09-1968: València d'Àneu - Tremp, 82,0 km :
|   | Cycliste     | Équipe    | Temps           |
| - | ------------ | --------- | --------------- |
| 1 | Dino Zandegù | Salvarani | 1 h 57 min 57 s |
| 2 | Eddy Merckx  | Faema     | m.t.            |
| 3 | Edward Sels  | Bic       | m.t.            |

|   | Cycliste           | Équipe    | Temps            |
| - | ------------------ | --------- | ---------------- |
| 1 | Giancarlo Ferretti | Salvarani | 18 h 23 min 47 s |
| 2 | Eddy Merckx        | Faema     | + 3 s            |
| 3 | Felice Gimondi     | Salvarani | m.t.             |

### 5eétape[5]
12-09-1968: Tremp - Vic, 210,0 km :
|   | Cycliste               | Équipe | Temps           |
| - | ---------------------- | ------ | --------------- |
| 1 | Gabino Ereñozaga       | Ferrys | 5 h 32 min 02 s |
| 2 | Ramón Mendiburu        | Fagor  | + 56 s          |
| 3 | Martin Van Den Bossche | Faema  | m.t.            |

|   | Cycliste           | Équipe    | Temps            |
| - | ------------------ | --------- | ---------------- |
| 1 | Felice Gimondi     | Salvarani | 23 h 57 min 24 s |
| 2 | Giancarlo Ferretti | Salvarani | + 2 s            |
| 3 | Eddy Merckx        | Faema     | + 5 s            |

### 6eétape A[6]
13-09-1968: Vic - Figueres, 152,0 km :
| Résultat de la 6e étape A \| \| Cycliste \| Équipe \| Temps \| \| - \| -------------------- \| ------ \| --------------- \| \| 1 \| Roger Swerts \| Faema \| 3 h 34 min 16 s \| \| 2 \| Domingo Perurena \| Fagor \| + 3 s \| \| 3 \| José Ramón Goyeneche \| Karpy \| m.t. \| |                      |        |                 |
| | Cycliste             | Équipe | Temps           |
| 1 | Roger Swerts         | Faema  | 3 h 34 min 16 s |
| 2 | Domingo Perurena     | Fagor  | + 3 s           |
| 3 | José Ramón Goyeneche | Karpy  | m.t.            |

### 6eétape B[6]
13-09-1968: Figueres – Roses, 45,0 km (clm):
|   | Cycliste           | Équipe    | Temps        |
| - | ------------------ | --------- | ------------ |
| 1 | Eddy Merckx        | Faema     | 58 min 48 s  |
| 2 | Felice Gimondi     | Salvarani | + 38 s       |
| 3 | Giancarlo Ferretti | Salvarani | + 3 min 54 s |

|   | Cycliste           | Équipe    | Temps            |
| - | ------------------ | --------- | ---------------- |
| 1 | Eddy Merckx        | Faema     | 28 h 30 min 36 s |
| 2 | Felice Gimondi     | Salvarani | + 33 s           |
| 3 | Giancarlo Ferretti | Salvarani | + 3 min 51 s     |

### 7eétape[7]
14-09-1968: Roses - Caldes d'Estrac, 177,0:
|   | Cycliste         | Équipe                   | Temps           |
| - | ---------------- | ------------------------ | --------------- |
| 1 | Francisco Gabica | Fagor                    | 4 h 43 min 25 s |
| 2 | Roger Swerts     | Faema                    | + 1 min 55 s    |
| 3 | José Catieau     | Pelforth-Sauvage-Lejeune | m.t.            |

|   | Cycliste           | Équipe    | Temps            |
| - | ------------------ | --------- | ---------------- |
| 1 | Eddy Merckx        | Faema     | 33 h 17 min 08 s |
| 2 | Felice Gimondi     | Salvarani | + 33 s           |
| 3 | Giancarlo Ferretti | Salvarani | + 3 min 51 s     |

### 8eétape[8]
15-09-1968: Sant Vicenç de Montalt - Barcelone, 169,0 km :
|   | Cycliste        | Équipe   | Temps           |
| - | --------------- | -------- | --------------- |
| 1 | Ramón Mendiburu | Fagor    | 4 h 35 min 49 s |
| 2 | Manuel Mesa     | Karpy    | m.t.            |
| 3 | Jesús Aranzábal | Promeses | m.t.            |

|   | Cycliste           | Équipe    | Temps            |
| - | ------------------ | --------- | ---------------- |
| 1 | Eddy Merckx        | Faema     | 37 h 57 min 23 s |
| 2 | Felice Gimondi     | Salvarani | + 33 s           |
| 3 | Giancarlo Ferretti | Salvarani | + 3 min 51 s     |

## Classement général
|    | Cycliste           | Équipe    | Temps            |
| -- | ------------------ | --------- | ---------------- |
| 1  | Eddy Merckx        | Faema     | 37 h 57 min 23 s |
| 2  | Felice Gimondi     | Salvarani | + 33 s           |
| 3  | Giancarlo Ferretti | Salvarani | + 3 min 51 s     |
| 4  | Luis Ocaña         | Fagor     | + 4 min 19 s     |
| 5  | Domingo Perurena   | Fagor     | + 6 min 07 s     |
| 6  | Manuel Galera      | Fagor     | + 6 min 16 s     |
| 7  | Joaquín Galera     | Fagor     | + 6 min 31 s     |
| 8  | Eduard Castelló    | Ferrys    | + 6 min 54 s     |
| 9  | Ángel Ibáñez       | Ferrys    | + 7 min 29 s     |
| 10 | Lino Carletto      | Salvarani | + 7 min 30 s     |

## Classements annexes
|   | Cycliste       | Équipe    | Points |
| - | -------------- | --------- | ------ |
| 1 | Joaquín Galera | Fagor     | 38     |
| 2 | Manuel Galera  | Fagor     | 28     |
| 3 | Felice Gimondi | Salvarani | 22     |

|   | Cycliste         | Équipe | Points |
| - | ---------------- | ------ | ------ |
| 1 | Jorge Mariné     | Fagor  | 17     |
| 2 | Domingo Perurena | Fagor  | 12     |
| 3 | Gabino Ereñozaga | Ferrys | 7      |

|   | Cycliste         | Équipe    | Points |
| - | ---------------- | --------- | ------ |
| 1 | Domingo Perurena | Fagor     | 0      |
| 2 | Dino Zandegù     | Salvarani | 5      |
| 3 | Eddy Merckx      | Faema     | 0      |

|   | Équipe    | Pays    | Temps             |
| - | --------- | ------- | ----------------- |
| 1 | Fagor     | Espagne | 152 h 12 min 45 s |
| 2 | Salvarani | Italie  | + 1 min 36 s      |
| 3 | Faema     | Italie  | + 5 min 15 s      |